# Landul Turingia
Landul Turingia din Germania (în germană: Land Thüringen) a existat în perioada 1920-1952; landul a luat naștere în timpul Republicii Weimar.
A nu se confunda cu actualul land Turingia (Freistaat Thüringen) din Republica Federală Germania.

## Impărțirea administrativă până în 1945

### Districte urbane
- Altenburg
- Apolda
- Arnstadt
- Eisenach
- Gera
- Gotha
- Greiz
- Jena
- Weimar
- Zella-Mehlis

### Districte rurale
- Altenburg
- Arnstadt
- Eisenach
- Gera
- Gotha
- Greiz
- Hildburghausen
- Meiningen
- Rudolstadt
- Saalfeld
- Schleiz
- Sondershausen
- Sonneberg
- Stadtroda
- Weimar